# Mannar (wyspa)
Mannar – wyspa na Oceanie Indyjskim w archipelagu Most Adama. Politycznie ten skrawek lądu należy do Sri Lanki.

## Położenie
Mannar leży w północno-zachodniej części Sri Lanki. Od głównej wyspy tego państwa – Cejlonu, dzieli go wąska i płytka cieśnina. Mannar jest pierwszą, licząc od Cejlonu, wyspą należącą do archipelagu Most Adama, który to ciągnie się ku południowo-wschodnim wybrzeżom Subkontynentu Indyjskiego. Wyspa otoczona jest wodami Zatoki Mannar, będącej częścią Oceanu Indyjskiego. Pod względem administracyjnym wyspa należy do dystryktu Mannar, obejmującego swym zasięgiem zarówno całą wyspę Mannar, jak i tereny na Cejlonie.

## Warunki naturalne
Wyspa wykształciła się na przełomie plejstocenu i holocenu. Zakrzywiony kształt wyspy jest wynikiem działania monsunów wiejących, w zależności od pory roku, z północnego wschodu lub południowego zachodu.
Średnia roczna temperatura na wyspie kształtuje się na poziomie 27°C. Wahania temperatur w ciągu roku są bardzo niewielkie i wynoszą one od 25°C do 29°C. Opady atmosferyczne w okresie 12 miesięcy wynoszą 700–1000 mm. Prędkości wiatru wyższe są w miesiącach od maja do czerwca i sięgają do 22 km/h.
Mannar jest stosunkowo suchą i nieurodzajną wyspą. Stwierdzono na niej występowanie 67 gatunków roślin należących do 33 rodzin. Na wyspie znaleźć można znaleźć m.in. palmy i nieliczne baobaby, które sprowadzone zostały tutaj najprawdopodobniej kilka wieków temu przez arabskich kupców. Szacuje się, że 34 z 40 lankijskich baobabów znajduje się właśnie na wyspie Mannar.

## Urbanizacja
Najważniejszym ośrodkiem urbanistycznym na wyspie jest miasto Mannar zamieszkiwane przez ok. 25 000 ludzi. Znajduje się ono na południowo-wschodnim skraju wyspy i połączone jest z wyspą Cejlon, będącą zasadniczą częścią Sri Lanki, mostami drogowym oraz kolejowym. Innymi ważnymi miejscowościami na mapie wyspy są Erukkalampiddy, Pesalai i Vayittiyankudiyiruppu.

## Wydobycie piasku
Na wyspie intensywnie działała australijska firma wiertnicza Titanium Sands, która w planach miała wydobycie piasku z zasobów wyspy bez odpowiednich zezwoleń i zgody środowiskowej. Firma, mimo braku odpowiednich dokumentów, wywierciła na wyspie ponad 4000 otworów, dochodzących do głębokości 12 metrów. Działo się to bez zgody prywatnych właścicieli ziemskich, których areały były miejscem przeprowadzania badań. Według ocen ekspertów wydobycie piasku na Mannarze może doprowadzić do niekorzystnych zmian środowiskowych na wyspie.

## Galeria

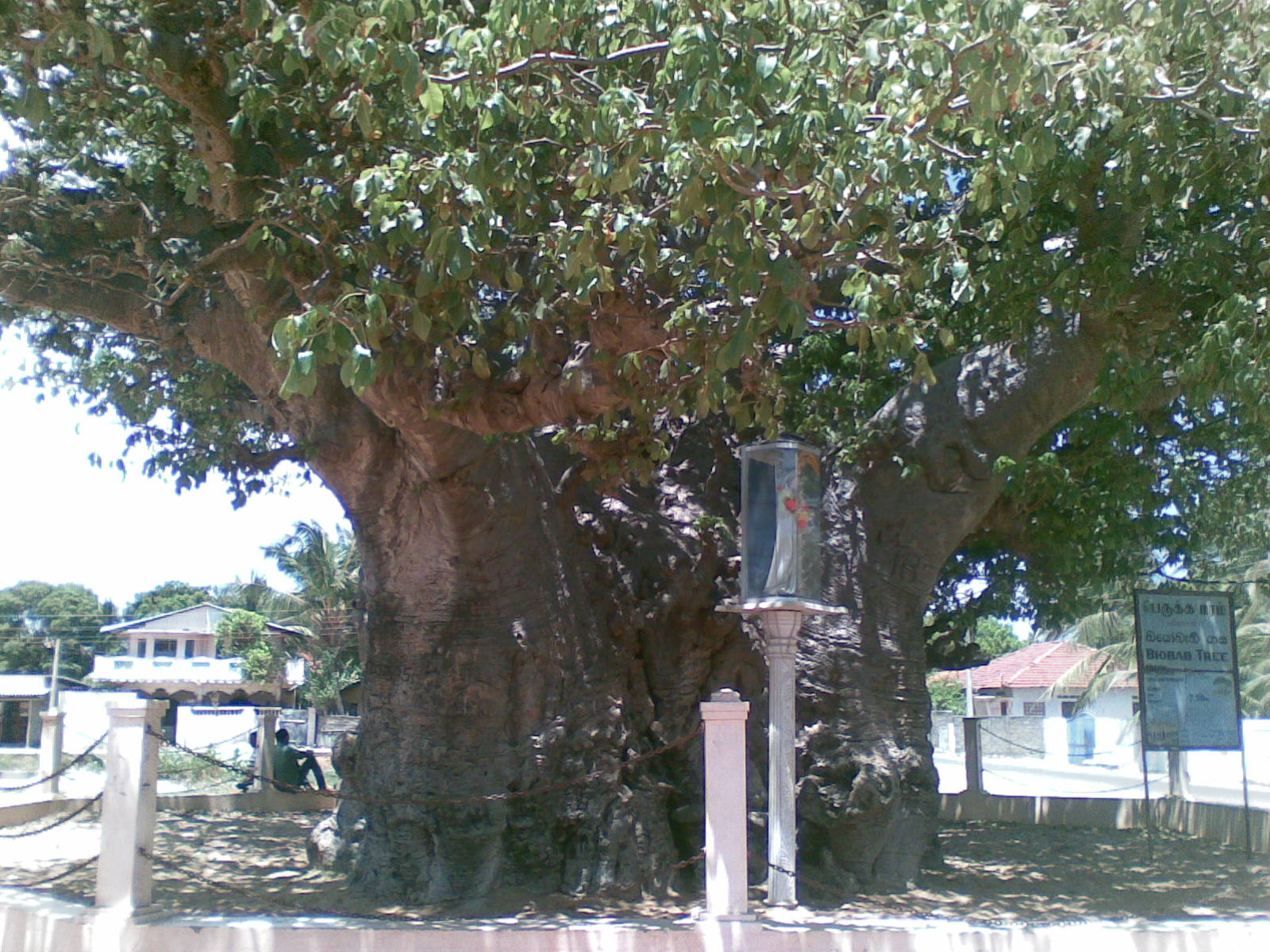
Jeden z baobabów na wyspie Mannar
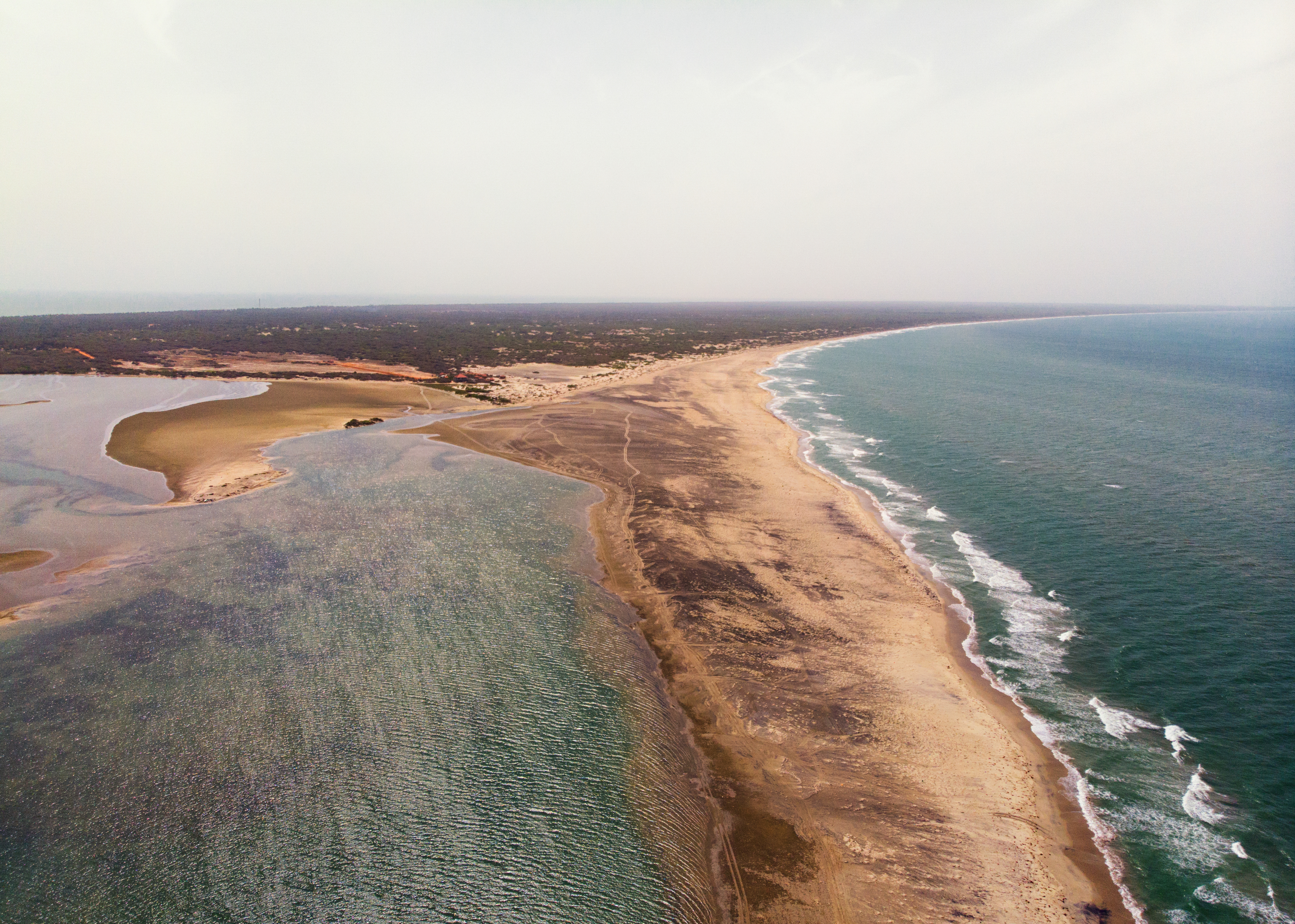
Piaszczysty cypel na wyspie
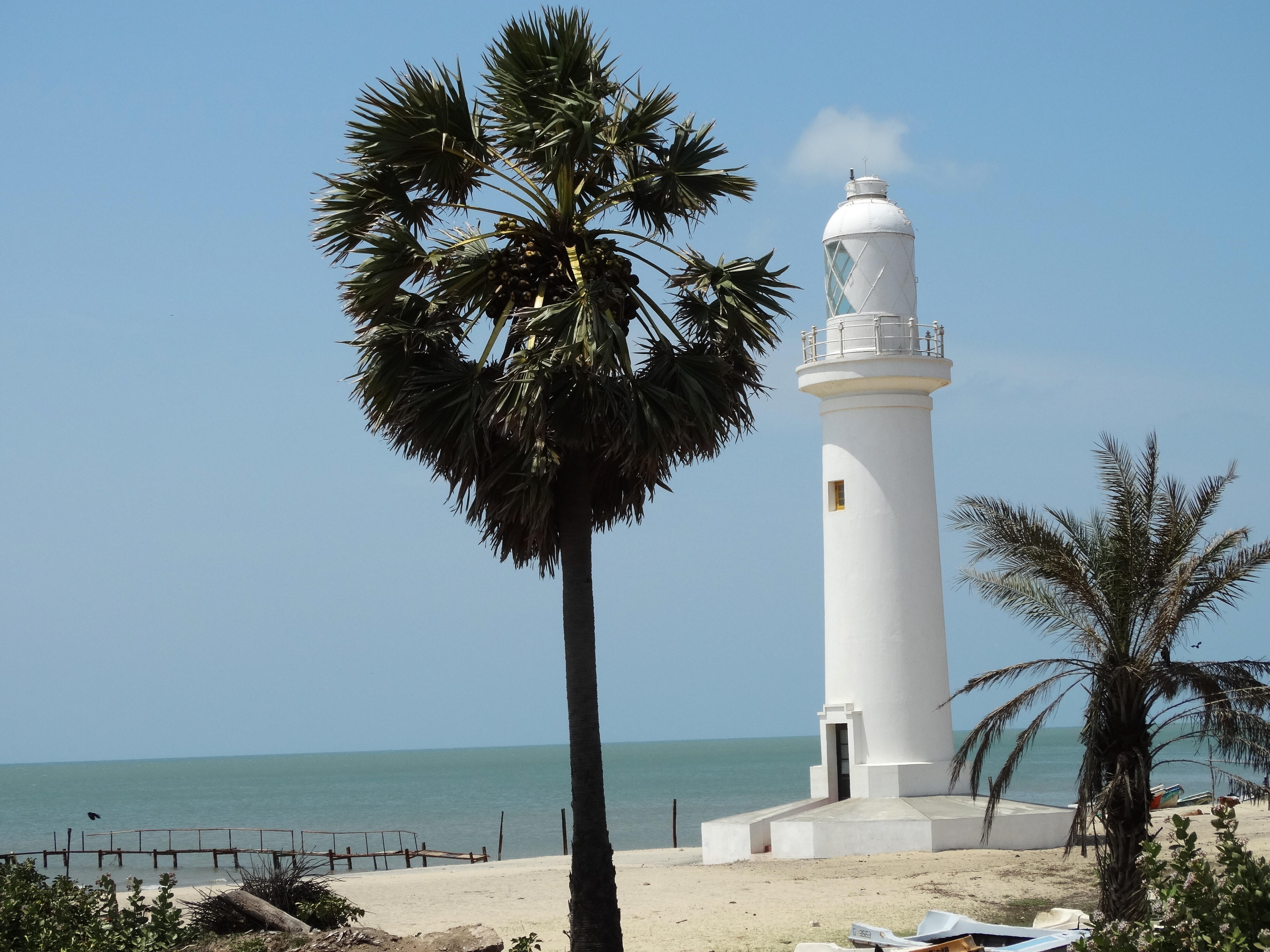
Latarnia morska w mieście Mannar
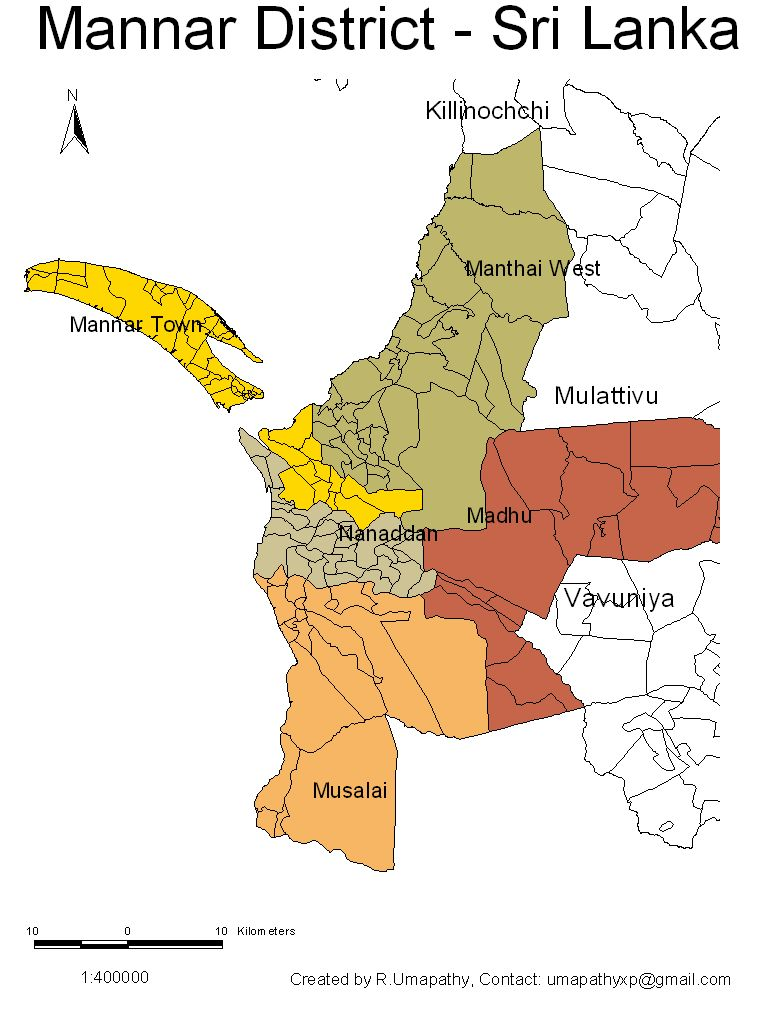
Dystrykt Mannar, do którego należy między innymi wyspa Mannar
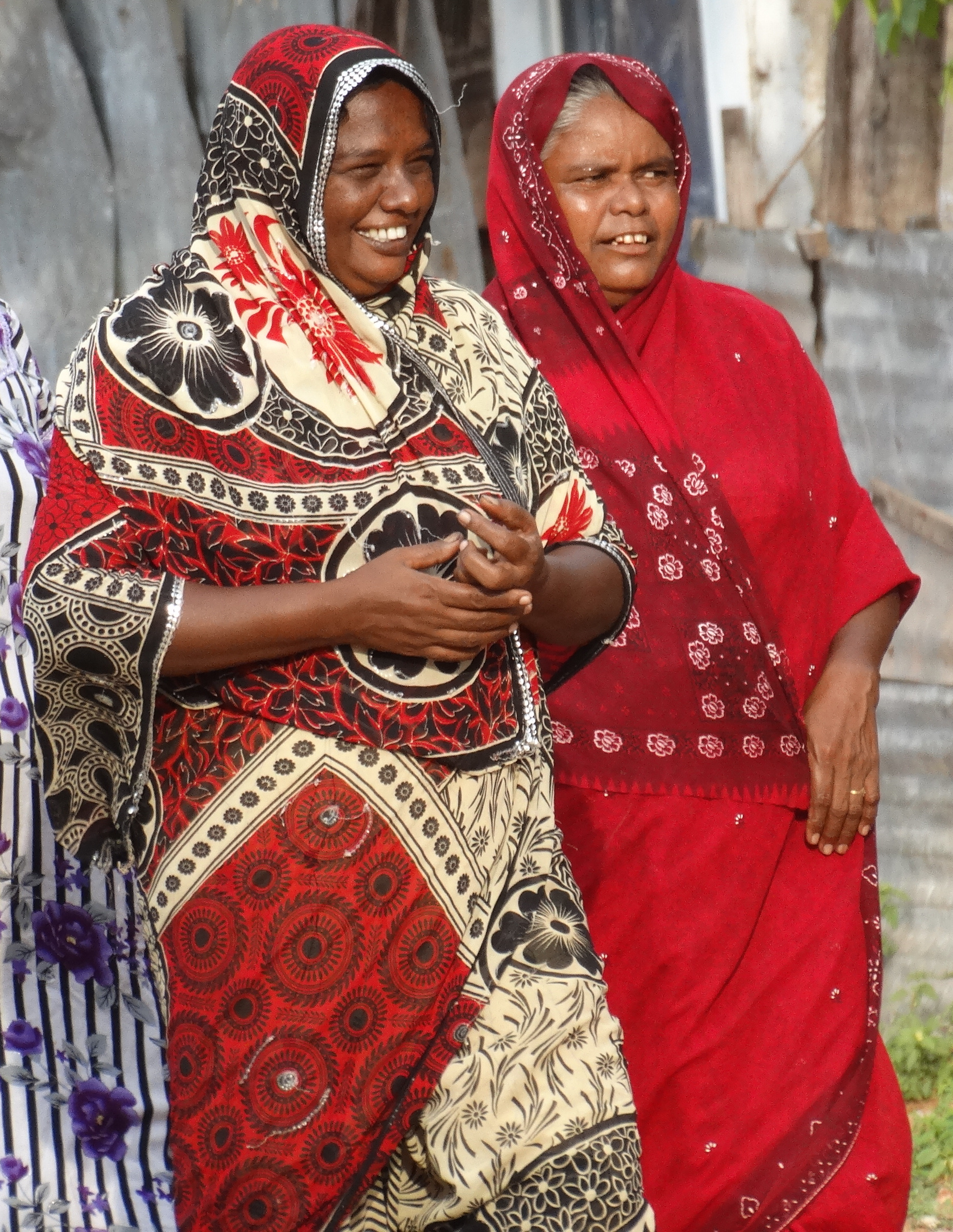
Lokalna społeczność zamieszkująca wyspę
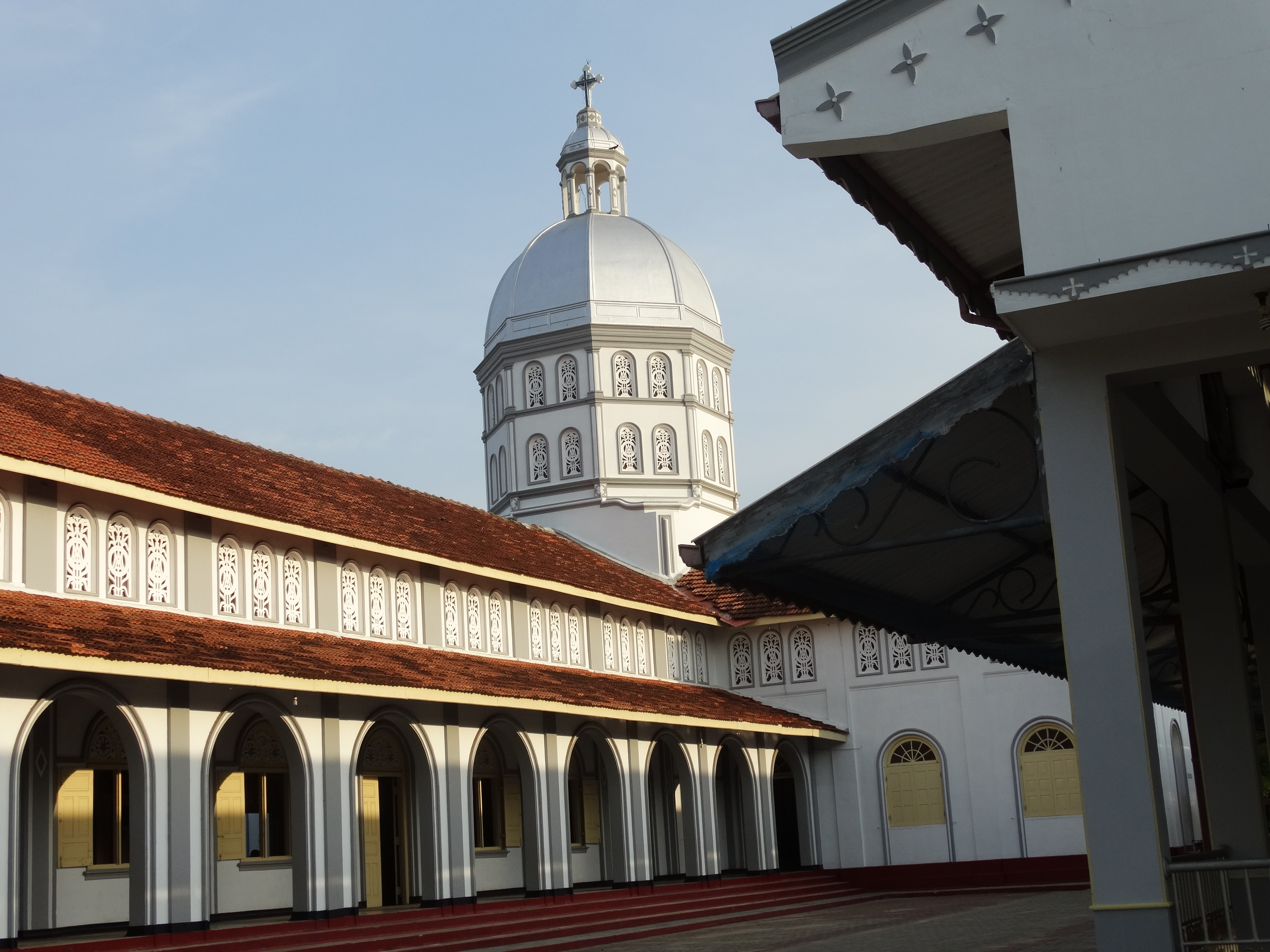
Kościół katolicki w mieście Mannar
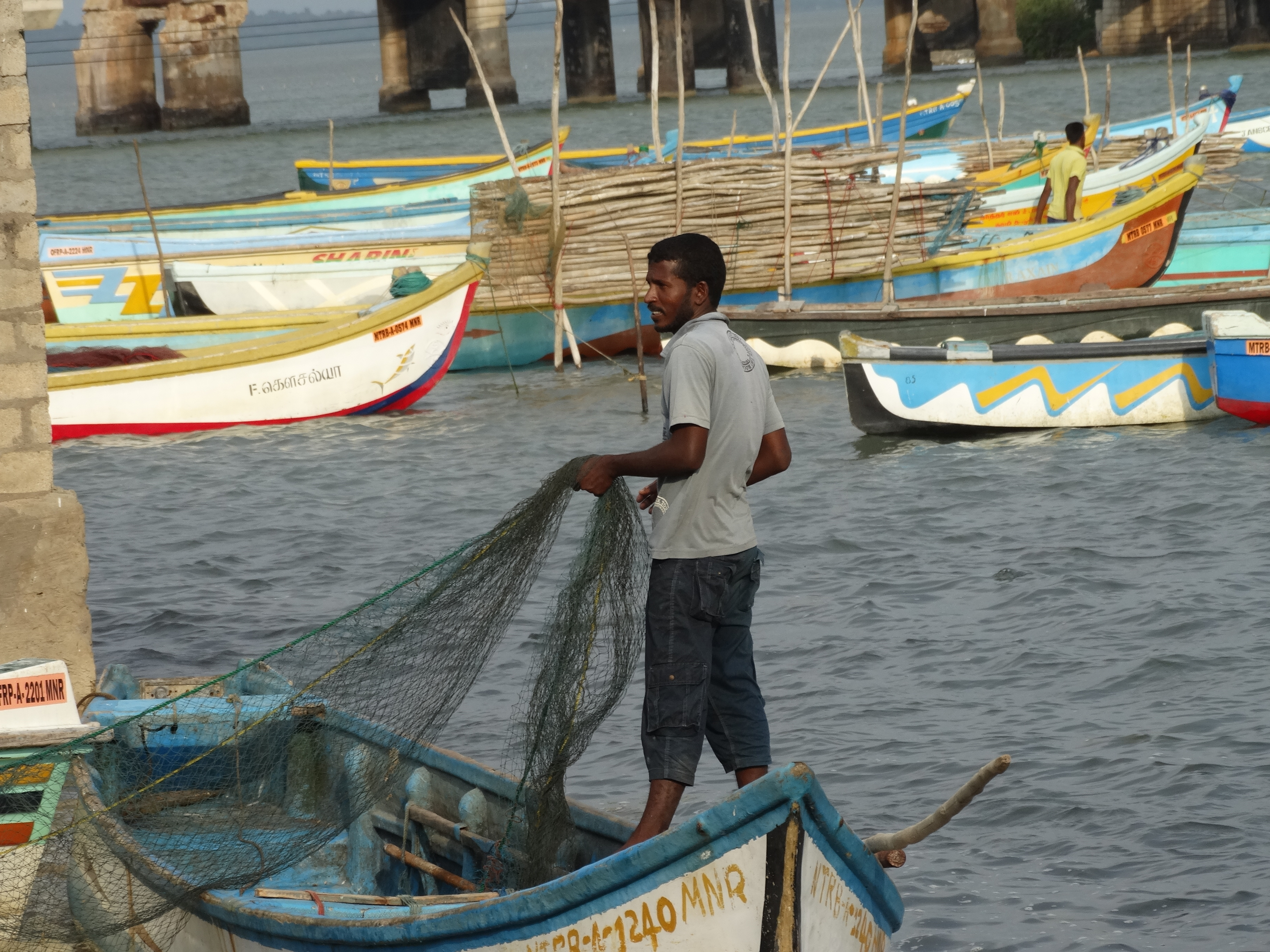
Miejscowy rybak
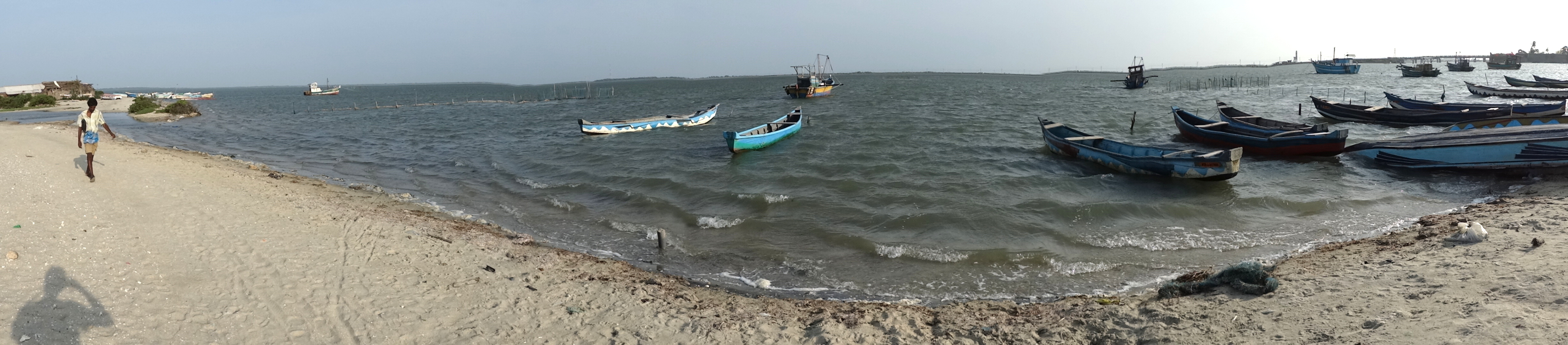
Przykładowa piaszczysta plaża na wyspie, widoczne liczne jednostki pływające